# Risto Savin
Pour les articles homonymes, voir Savin (homonymie).
Risto Savin (né à Žalec le 11 juillet 1859 et mort à Zagreb le 15 décembre 1948), né Friderik Širca, est un compositeur slovène.
Officier de carrière, il a étudié la composition avec Robert Fuchs à Vienne.
Il figure parmi les compositeurs crédités de la création d'une tradition nationale slovène d'opéra.

## Œuvres
Opéras
- Poslednja straža (1898)
- Lepa Vida (1907)
- Gosposvetski sen (1921)
- Matija Gubec (1923)

Ballets
- Plesna legendica (1918)
- Čajna punčka (1922)

Musiques
- Pismo (Oton Župančič)
- To je tako (Oton Župančič)
- Svetla noč (Oton Župančič)
- Marica (Oton Župančič)
- Ljubica, zdaj je dan (Anton Aškerc)